# Andreas Hanche-Olsen
Andreas Schjølberg Hanche-Olsen (Bodø, 17 de janeiro de 1997) é um jogador de futebol norueguês que atua como zagueiro e lateral-direito no Mainz 05 e na seleção da Noruega.

## Carreira
Em 26 de novembro de 2015, Hanche-Olsen assinou seu primeiro contrato profissional com o Stabæk.
Em 5 de outubro de 2020, Olsen assinou com o Gent por 800 mil euros.
Em 13 de janeiro de 2023, Olsen assinou um contrato de quatro anos e meio com o Mainz 05 por 2,5 milhões de euros.

## Títulos
- Copa da Bélgica: 2021–22